# Jean-Marie Joseph Emmery
Pour les articles homonymes, voir Emmery.
Jean-Marie Joseph Emmery, né le 16 janvier 1754 à Dunkerque (Flandre française) et décédé le 11 février 1825 à Dunkerque (Nord), est un homme politique français.

## Biographie[4]
Natif d'Ostende, son père, Fédéric-François-Joseph Emmery, était consul de Suède et négociant-armateur. Il avait épousé Catherine-Françoise Vanhée. 
Il lui succède dans son négoce avec assez de réussite pour acquérir une brillante renommée dans le commerce maritime. Il est nommé colonel de la Garde nationale de la ville lors de sa formation en 1789. 
Jean-Marie Emmery est à cette date, président depuis le 18 juin 1788, de la loge maçonnique dunkerquoise Amitié et Fraternité. Il résigne son mandat en mai-juin 1790, après être intervenu, avec succès, auprès du Grand Orient de France pour que des maçons hollandais réfugiés à Dunkerque puissent se constituer en loge. Il est de nouveau élu président ou vénérable de la loge du 17 juin 1813 au 22 juin 1814.  
Élu membre de l'Assemblée Législative en 1791, Emmery y intervint principalement sur des sujets économiques et commerciaux. Rentré à Dunkerque à l'issue de son mandat, il est maire de la ville de 1792 à 1793, puis à nouveau de 1801 à 1805. 
Le Premier Empire le comble d'honneurs et de responsabilités, le 7 décembre 1800 et jusqu'au 16 octobre 1802 il entre au Conseil général du Nord puis à partir du 22 avril de la même année, il siège au sein du Conseil général du Commerce de France. Redevenu député du Nord en l'an XIV , il est élu vice-président du Corps Législatif en 1810 et y siège jusqu'en 1814. Il est reconduit comme membre de la Chambre des députés (Restauration) jusqu'en mars 1815. 
Il meurt à son domicile le 11 février 1825 et inhumé au cimetière de Dunkerque .

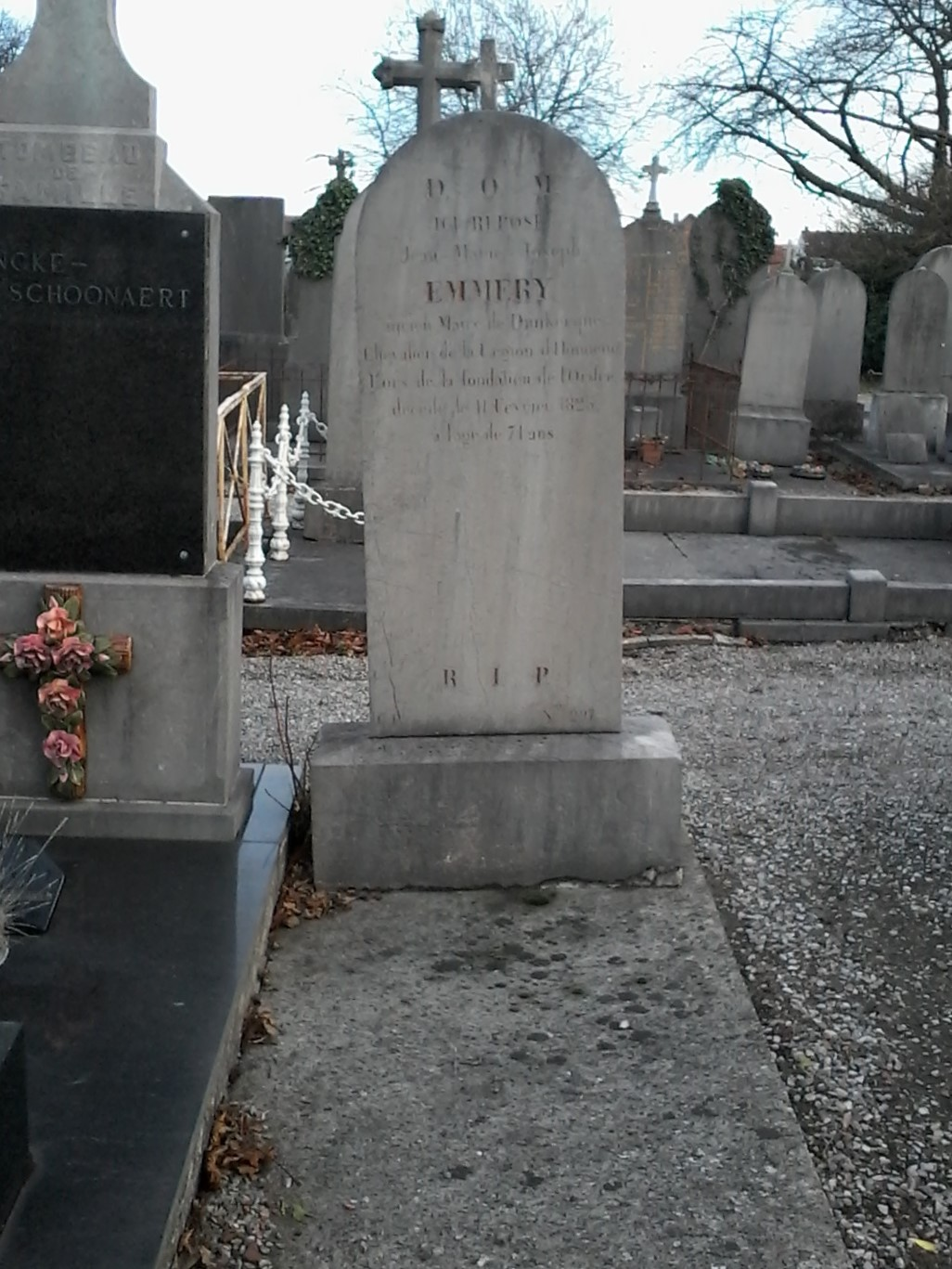
Tombe de Jean-Marie Joseph Emmery au cimetière de Dunkerque.

## Famille
Jean-Marie Joseph Emmery épouse Isabelle-Adélaïde-Hippolyte Perville-Sales, fille d'un riche négociant de Dunkerque et d'Isabelle-Jeanne Tugghe.

## Héraldique
Titre de Chevalier en faveur de Jean-Marie Joseph Emmery, député au Corps législatif, membre du collège électoral du département du Nord, chevalier de l'Empire par lettres patentes du 6 septembre 1811. Règlement d'armoiries :
| Blason | Blasonnement : D'azur, à la fasce cousue du tiers de l'écu de gueules au signe des chevaliers légionnaires accompagné en chef d'une branche de chêne en bande d'argent et en pointe d'un dauphin du même. Livrées : les couleurs de l'écu. |

## Distinctions
- Chevalier de la Légion d'honneur en 1803 (il est le premier maire de France décoré de cet ordre lors de la cérémonie du Camp de Boulogne)[11].

## Hommage
- Une rue et un pont de Dunkerque portent son nom depuis le 11 décembre 1847[12].

- Lors de la construction du nouvel Hôtel de ville de Dunkerque par l'architecte Louis Marie Cordonnier, il fait partie des 6 (8 à l'origine) statues sur la façade qui ont marqué l'histoire de Dunkerque.

- Il est représenté sur le bas relief de la Colonne de la Victoire à Dunkerque présentant au général Joseph Souham les fortifications et les travaux de défense de la ville.

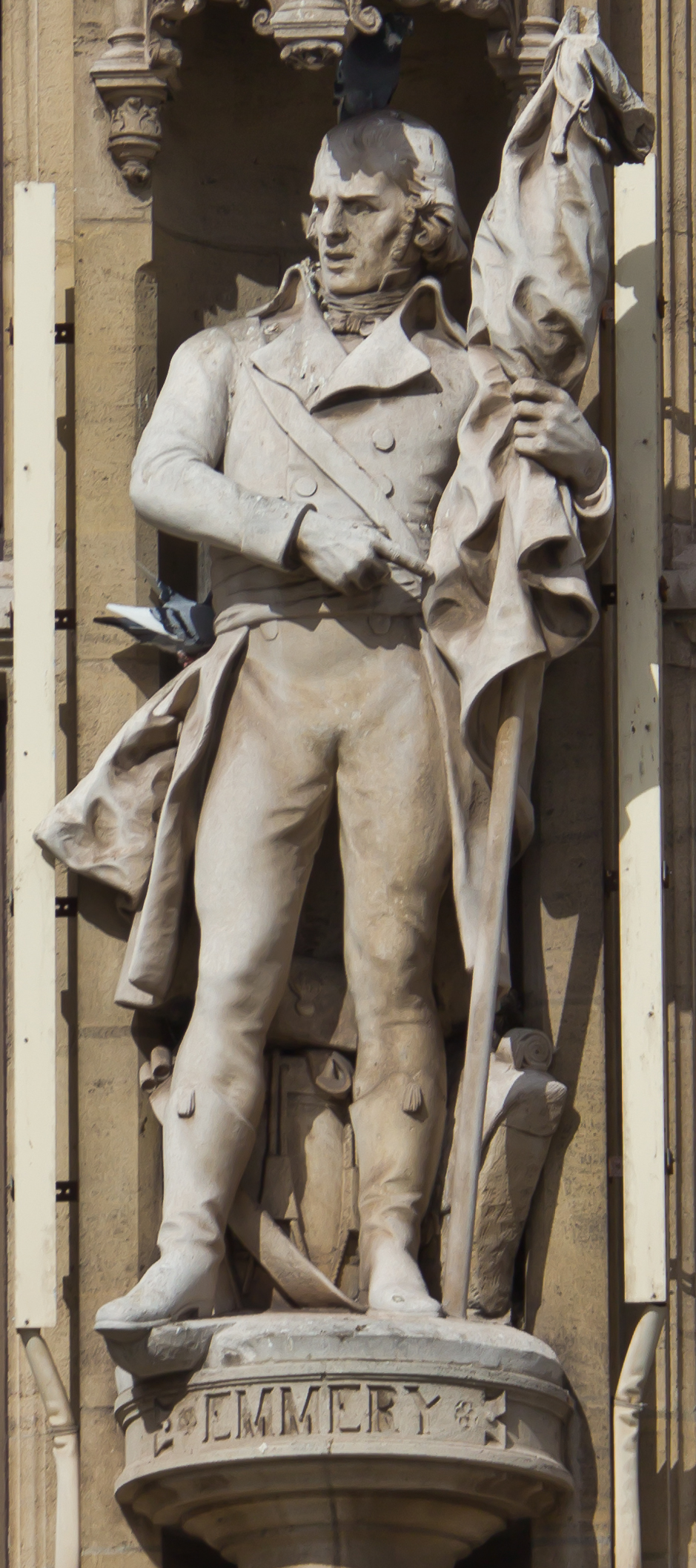
statue de Jean-Marie Joseph Emmery sur la façade de l' hôtel de ville de Dunkerque
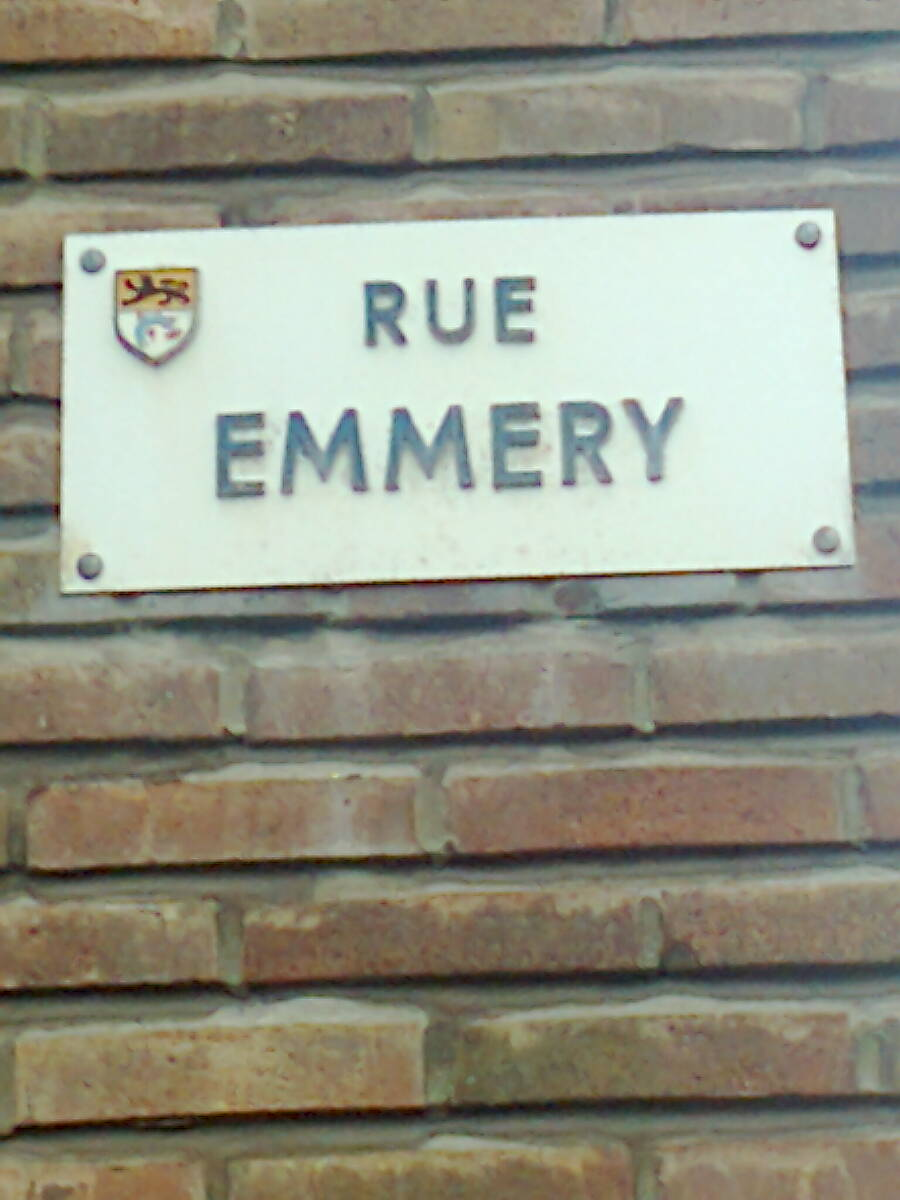
Rue Emmery à Dunkerque
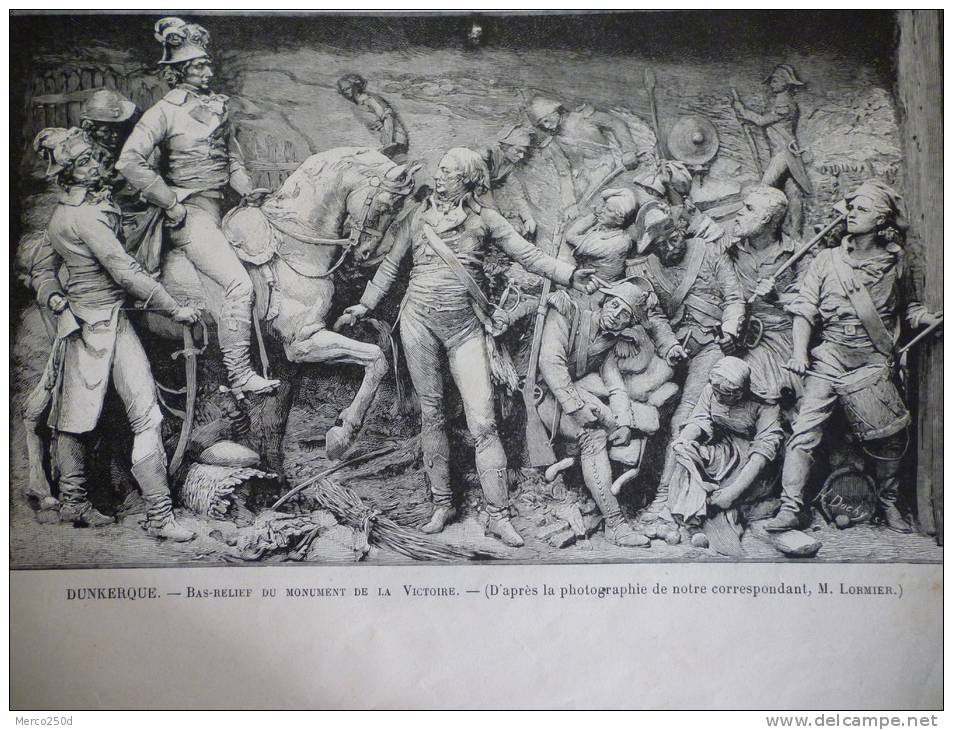
Bas relief de la Colonne de la Victoire à Dunkerque

## Sources
- « Jean-Marie Joseph Emmery », dans Adolphe Robert et Gaston Cougny, Dictionnaire des parlementaires français, Edgar Bourloton, 1889-1891 [détail de l’édition]